# Friedrich Reinhold Kreutzwald

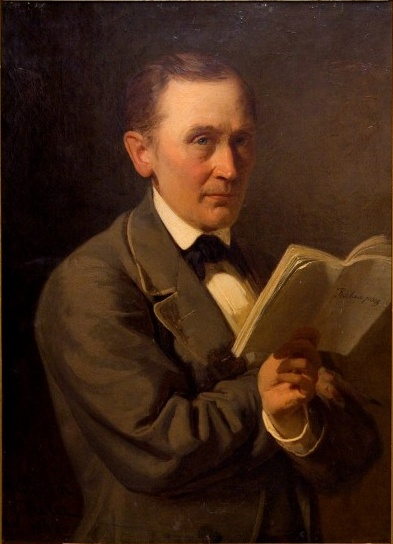
Friedrich Kreutzwald
(von Johann Köler, 1864).

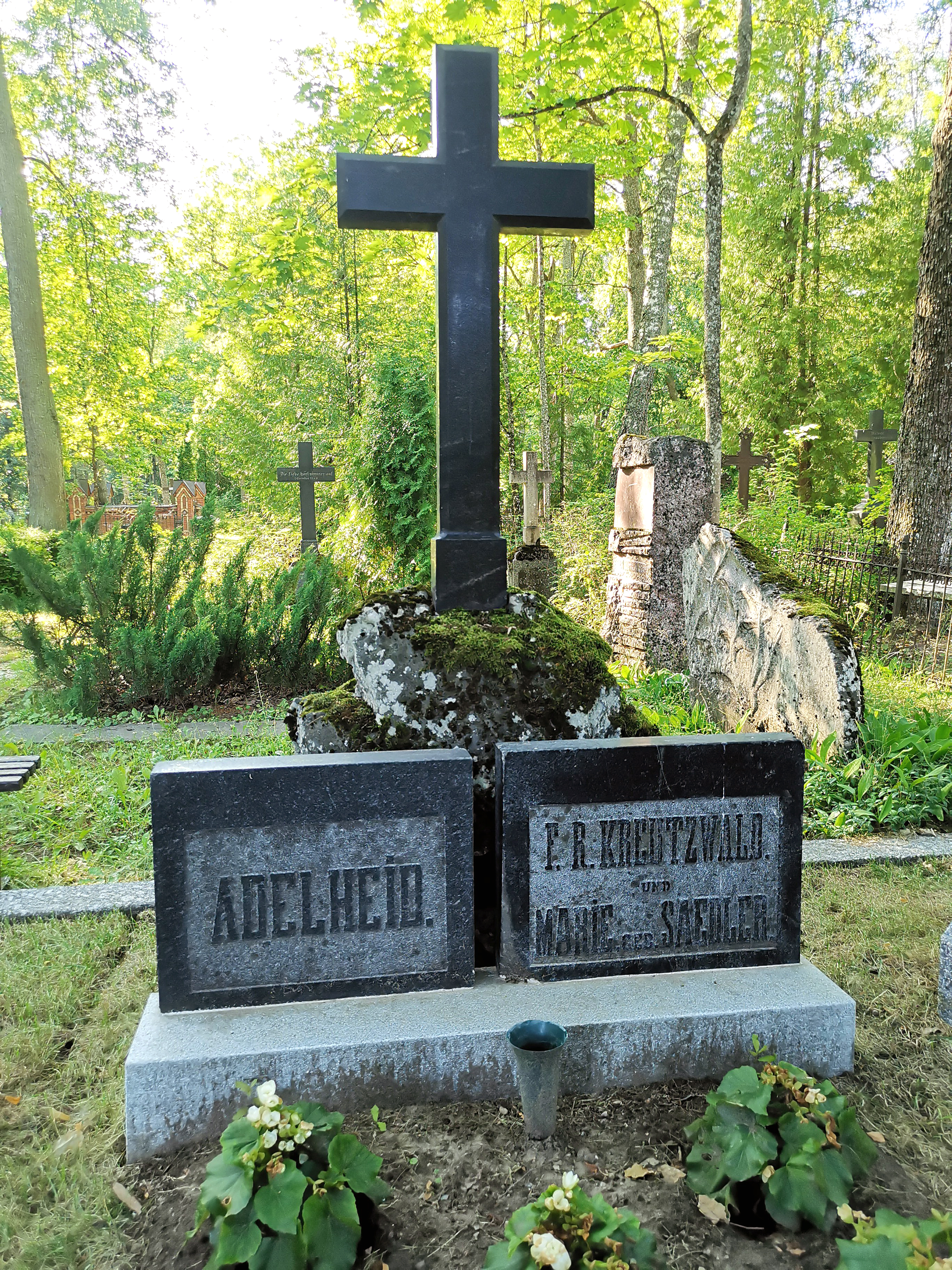
Grab auf dem Friedhof Tartu (Raadi kalmistu)

Friedrich Reinhold Kreutzwald (* 14. Dezemberjul. / 26. Dezember 1803greg. in Jõepere (Jömper) in der heutigen Gemeinde Kadrina (Sankt Katharinen), Lääne-Viru (West-Wierland); † 13. Augustjul. / 25. August 1882greg. in Tartu (Dorpat)) war ein estnischer Arzt und Schriftsteller.

## Leben
Friedrich Reinhold Kreutzwald wurde als Sohn der estnischen Leibeigenen Juhan Reinholdson und Ann Michelson auf dem Gut Jõepere bei Rakvere geboren. Ab 1816 konnte er die Schule besuchen, nachdem in Estland 1815 die Leibeigenschaft aufgehoben und die Einrichtung von Dorfschulen für die Kinder der Bauern verfügt worden war. Sein Vater war der Speicherverwalter und Schuster (kingsepp) des Gutshofes. Seine Mutter war Hauswirtschafterin. In estnischer Mundart wurde er „Vidri Rein Ristimets“ genannt (Ristimets = Kreuzwald). Seine Vorfahren kamen vom Ristimets Talu (Kreuzwald-Hof). In der Schule von Rakvere wurde der Name in „Kreutzwald“ eingedeutscht.
Nach Tätigkeiten als Grundschullehrer (von 1820 bis 1824) in Tallinn und Hauslehrer (1824/1825) in Sankt Petersburg studierte er ab 1826 Medizin an der Kaiserlichen Universität Dorpat. Dort schloss er sich einem Kreis estnischer Studenten an, der von Friedrich Robert Faehlmann geleitet wurde und sich der Pflege und Wiederbelebung der estnischen Sprache und Kultur widmete. 1838 entsteht daraus die Gelehrte Estnische Gesellschaft, von der Kreutzwald 1849 zum Ehrenmitglied gewählt wurde. 1854 wurde er zum korrespondierenden Mitglied der Finnischen Literaturgesellschaft gewählt.
Von 1833 bis 1877 war Kreutzwald Stadtarzt von Võru im Südosten Estlands und behandelte hauptsächlich arme Leute. Trotz der geografischen Distanz von den Zentren der estnischen Kulturbewegung in Tartu und Tallinn hielt er durch intensiven Briefwechsel Kontakt zu seinen Mitstreitern.
Als Schriftsteller orientierte er sich an deutschen Vorbildern, die er auch – in teilweise sehr freien Adaptionen – ins Estnische übersetzte. Nach dem Tod Faehlmanns im Jahre 1850 wurde ihm die Aufgabe übertragen, dessen begonnene Sammlung estnischer Sagen und Volkslieder zu Ende zu führen. Diese Nachdichtung von Volkssagen und -liedern, der Kalevipoeg, gilt heute als das estnische Nationalepos. Daneben sind vor allem seine Bearbeitungen estnischer Märchen von 1866 zu erwähnen.
Er war zu Lebzeiten Mitglied der deutsch-baltischen Studentenkorporation Estonia Dorpat.

## Ehrungen
Kreutzwald zu Ehren bezeichnet das Estnische Literaturmuseum seine alljährlich im Dezember veranstalteten Konferenzen für Literatur und Volkskunst als „Kreutzwald-Tage“.
Seit 1958 erinnert die Kreutzwaldstraße  im „Volkskundlerviertel“ in Berlin-Kladow an ihn.

## Schriften

### Märchen
In: Reinhold Kreutzwald: Estnische Märchen.
- Die Goldspinnerinnen
- Die im Mondschein badenden Jungfrauen
- Eilfuß, Flinkhand und Scharfauge
- Der Tontlawald
- Des Waisenkindes Handmühle
- Die zwölf Töchter
- Wie eine Waise unverhofft ihr Glück fand
- Bäumling und Borkeline
- Die schnellfüßige Königstochter
- Loppi und Lappi
- Das Patenkind der Grottennymphen auch Maasika
- Schlaukopf
- Seltene Frauentreue
- Aschentrine (vgl. Aschenputtel)
- Der Springinsfeld
- Des Pikne Dudelsack
- Die reichlich vergoldete Wohltat
- Der Streit der Zwerge
- Die Galgenmännlein
- Wie eine Königstochter sieben Jahre geschlafen hat (vgl. Schneewittchen)
- Der Nordlandsdrache
- Der mächtige Krebs und das unersättliche Weib (vgl. Vom Fischer und seiner Frau)
- Der dankbare Königssohn (vgl. Das singende springende Löweneckerchen)
- Die Stiefmutter
- Rougutajas Tochter
- Die Meermaid (vgl. Die kleine Meerjungfrau und Melusine)
- Die Unterirdischen (vgl. Märchenmotiv: Zwerge)
- Der Kluge in der Tasche (vgl. Tischchen deck dich)
- Der Findling
- Das Glücksei
- Wie sieben Schneider in den Türkenkrieg zogen
- Der Glücksrubel
- Des Nebelberges König
- Der beherzte Riegenaufseher
- Wie ein Königssohn als Hütejunge aufwuchs
- Der närrische Ochsenverkauf
- Dudelsack-Tiidu
- Die aus dem Ei geschlüpfte Königstochter
- Der mildherzige Holzhauer
- Die nächtlichen Kirchgänger
- Der mildherzige Holzhauer
- Der nächtliche Kirchgänger
- Des Jägers verlorenes Glück
- Der der Gefahr entkommene Königssohn wird Retter seiner Brüder

### Sonstige Publikationen (Auswahl)
- Mytische Beleuchtung des Labyrinths bei Dorpat. In: Das Inland. Eine Wochenschrift für Liv-, Esth- und Curlands Geschichte, Geographie, Statistik und Literatur. 9. Jg. (1844), Nr. 44, OCLC 751069464, 698–702.
- Nochmals eine Erklärung über die Labyrinth-Frage. In: Das Inland. 9. Jg. (1844), Nr. 51, S. 812–814.